# Acyphoderes velutina
Acyphoderes velutina är en skalbaggsart som beskrevs av Bates 1885. Acyphoderes velutina ingår i släktet Acyphoderes och familjen långhorningar.
Artens utbredningsområde är:
- Guatemala.
- Honduras.

Inga underarter finns listade i Catalogue of Life.